# Silvanus
Silvanus è una divinità immaginaria appartenente all'ambientazione Forgotten Realms per il gioco di ruolo fantasy Dungeons & Dragons. È una divinità maggiore della natura nel pantheon faerûniano.
Il suo simbolo è costituito da una foglia di quercia verde.
La sua arma preferita è il "Grande Maglio di Silvanus", un maglio con il quale abbatte gli alberi morti per impedire la diffusione degli incendi.
Viene servito spontaneamente da tutte le altre divinità non malvagie della natura, come Mielikki.
La maggior parte dei suoi sacerdoti sono druidi.
Un suo Eletto è uno dei tre membri dell'Enclave di Smeraldo.
In D&D Terza Edizione i suoi domini sono: Acqua, Animale, Protezione, Rinnovamento, Vegetale.